# Kanadabergente

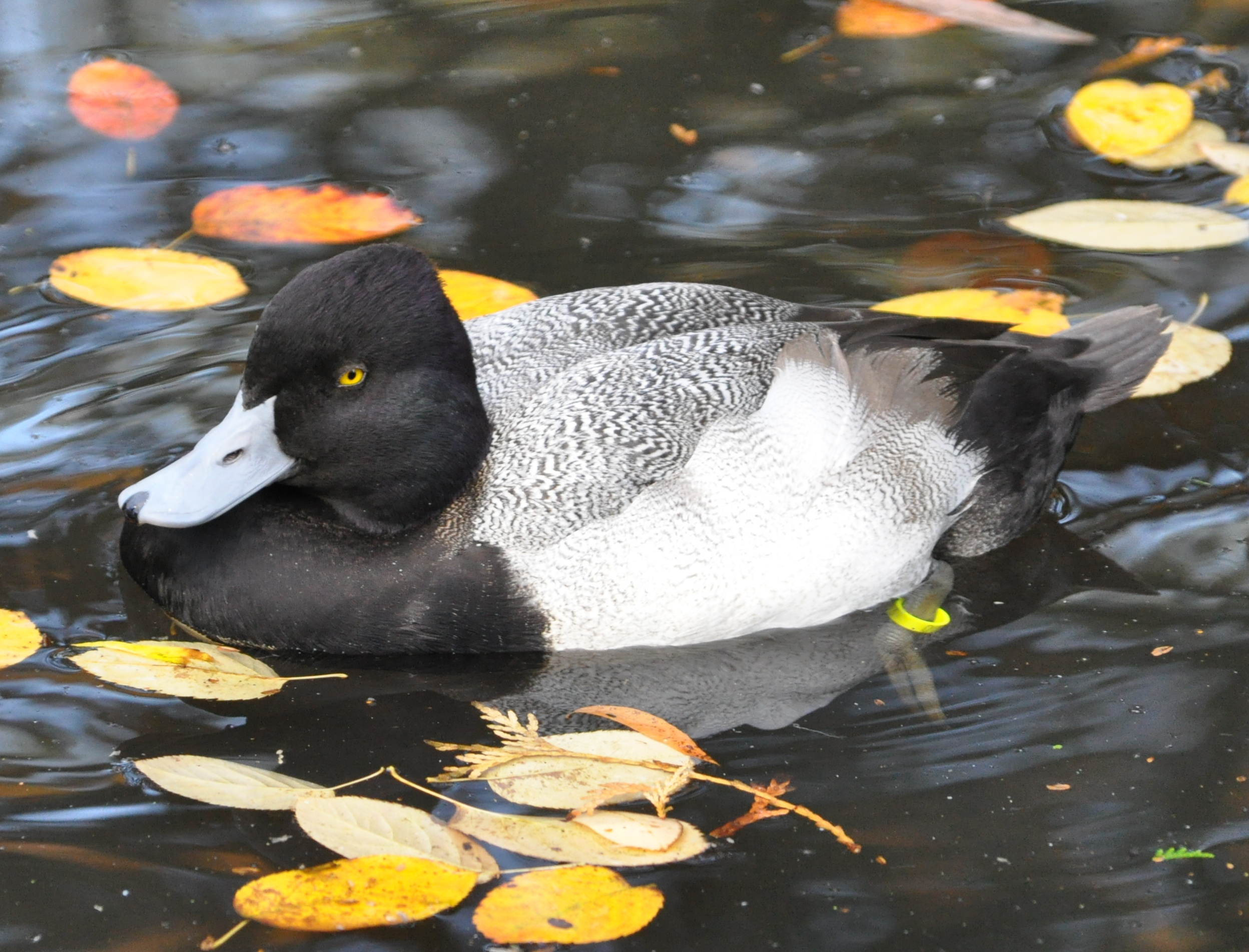
Kanadabergente, Männchen

Die Kanadabergente (Aythya affinis), auch Kleine Bergente oder Veilchenente genannt, ist eine kleine Tauchente aus der Familie der Entenvögel. Sie ist eine enge Verwandte der zirkumpolar vertretenen Bergente und der altweltlichen Reiherente. Das Federkleid der Kanadabergente weist mit diesen beiden Entenarten eine sehr große Ähnlichkeit auf, so dass es nicht immer einfach ist, die Arten sicher voneinander zu unterscheiden.
In Europa ist die Kanadabergente ein sehr seltener Irrgast, der immer wieder vor allem in Großbritannien und Irland beobachtet wird. Daneben gibt es auch Beobachtungen aus Frankreich, den Niederlanden und Schweden, wobei die Beobachtungen in jüngster Zeit zugenommen haben. Diese Zunahme an Beobachtungen ist möglicherweise auf Gefangenschaftsflüchtlinge zurückzuführen.

## Merkmale
Kanadabergenten werden 38 bis 48 cm lang, 700 bis 1200 g schwer und haben eine Flügelspannweite von etwa 75 cm. Das Männchen hat einen dunklen Kopf, der violett glänzt. Die Brust und der Schwanz sind schwarz, die Flügeldecken sind heller gemustert, der Bauch weiß. Der Schnabel ist bläulich, die Augen sind gelb. Typisch ist der hinten „zugespitzte“ Kopf. Kanadabergenten ähneln Bergenten. Bei beiden Arten haben die Männchen einen schwarzen Kopf, Hals, Brust und Körperende. Kanadabergenten sind aber kleiner und auf dem Rücken dunkler. Die Männchen haben außerdem leicht unterschiedliche Kopfformen. Die Kanadabergente hat einen angedeuteten Schopf, so dass der Scheitel verlängert wirkt. Bei der Bergente ist dagegen der Hinterkopf auffallend schräg.
Das Weibchen ist von graubrauner Farbe. Der Schnabel ist weiß umrandet. Das Weibchen der Kanadabergente ist von dem der Bergente kaum zu unterscheiden. Die deutlichste Unterscheidung ist bei fliegenden Enten auszumachen. Während sich bei der Bergente das weiße Flügelband bis zu den Handschwingen erstreckt, geht bei der Kanadabergente das Band an den Außenseiten der Flügel ins Graubraune über. Die Kanadabergente wirkt daher so, als habe sie einen weißen Spiegel.

## Verbreitung
Die Kanadabergente brütet in Kanada und Alaska sowie in den Bundesstaaten Oregon, Idaho, im Norden von Montana und im Osten von Süd-Dakota. Die Brutpaardichte ist am größten in kanadischen Prärieregionen. Verbreitungsschwerpunkt sind Manitoba und Alberta. Ihr Habitat sind Seen, wo sie im Schilf ihr Nest baut. Als Zugvogel wandert sie im Winter weiter südlich in die USA, nach Mittelamerika und das nördliche Südamerika.
Die Zugbewegungen in die Überwinterungsquartiere sind sehr komplex. Viele Brutvögel der Prärieregionen ziehen in den Südosten und überqueren dabei auch die Großen Seen, um an die Atlantikküste zu gelangen. Sogar einige der westlichen Populationen überqueren den nordamerikanischen Kontinent, um hier die Wintermonate zu verbringen. Große Teile der Populationen überqueren aber das Landesinnere, um am Golf von Mexiko zu überwintern.
Kanadabergenten verirren sich auf ihren Zügen gelegentlich auch nach Europa. Bislang gibt es für die westliche Paläarktis 16 belegte Sichtungen. Kanadabergenten wurden bereits auf Grönland, in Großbritannien, auf den Kanarischen Inseln sowie in den Niederlanden beobachtet.

## Verhalten
Nahrung sind Wasserpflanzen und Kleintiere. Die Brutzeit beträgt 21 bis 28 Tage, die Jungen werden nach 45 bis 50 Tagen flügge.

## Kanadabergente und Menschen
Kanadabergenten sind ein begehrtes Wild in den Vereinigten Staaten und in Kanada. Seit 1988 ist die Jagd auf diese Entenart gesetzlich eingeschränkt. Ein grundsätzliches Problem der Bejagung ist, dass sich der Bestand und die Bestandsentwicklung nur sehr schwer abschätzen lassen. Die Kanadabergente weist eine zu große Ähnlichkeit zur Bergente auf, um hier gesicherte Zahlen zu ermitteln. Die Kanadabergente könnte von der Einführung von Muscheln in den großen Seen und eine Erwärmung der Flüsse durch Industrieabwässer profitieren. Es würde dieser Entenart mehr Nahrung auf ihren Zügen bieten und sie könnte gegebenenfalls weiter nördlich überwintern. Inwieweit diese Vermutungen zutreffen, muss allerdings noch wissenschaftlich untersucht werden. Es ist durchaus möglich, dass diese möglichen positiven Effekte durch das Verschwinden anderer Muschelarten neutralisiert wird, die eine wesentliche Nahrung für diese Ente darstellen.

## Belege